# Chiesa di San Bernardo (San Colombano Certenoli)
La chiesa di San Bernardo è un luogo di culto cattolico situato nella frazione di Celesia, in piazza San Bernardo, nel comune di San Colombano Certenoli nella città metropolitana di Genova. La chiesa è sede della parrocchia omonima del vicariato di Sturla e Graveglia della diocesi di Chiavari.

## Storia e descrizione
Già in tempi remoti esisteva un primario edificio di culto, ad oggi scomparso, presso la località di Pregi che fu citata nel 1582 nella visita apostolica di monsignor Francesco Bossi.
La chiesa attuale di Celesia fu invece costruita nel corso del 1613, mentre il campanile (alto 35 metri) è stato edificato nel 1823.
Già succursale della parrocchia di Santo Stefano di Cichero, fu resa autonoma il 5 aprile del 1618 dall'arcivescovo di Genova monsignor Domenico de' Marini.
L'edificio si presenta ad unica navata con presbiterio e ben cinque altari laterali intitolati: a Nostra Signora del Carmine (primo a destra), al Crocifisso (il secondo), a san Bernardo (l'altare maggiore), al Santissimo Rosario (quarto a sinistra), a san Rocco (il quinto).
Fu il pittore Raffaello Resio a realizzare i cicli di affreschi tra il 1899 e il 1924: il catino absidale e la parete del presbiterio (ottobre 1899), la navata nel 1915, la parte sinistra del presbiterio (settembre 1924); il maestro muratore e stuccatore Francesco Devoto contribuì alla decorazione in stucchi nel 1915.